# Tullio Laurea
Tullio Laurea (in latino Tullius Laurea; fl. I secolo a.C.) è stato un poeta romano.

## Biografia
Di origine greca, Tullio Laurea divenne schiavo di Marco Tullio Cicerone e lo accompagnò durante il suo governo in Cilicia in qualità di segretario. Visse nel I secolo a.C. 

## Opere
Tullio Laurea fu certamente autore di epigrammi latini, uno dei quali, riguardante le terme ciceroniane, venne tramandato da Plinio e successivamente incluso nell'Anthologia latina di Burmann. Nell'Anthologia greca sono conservati tre epigrammi greci riconducibili allo stesso autore, scritti con grazia ed eleganza. 
(Tullio Laurea, Epigramma)